# Estados montañosos

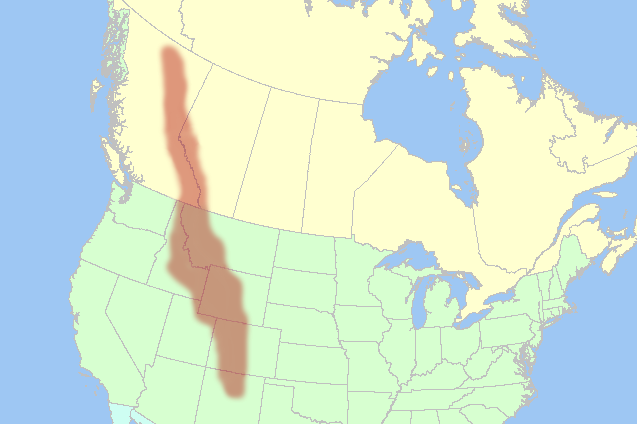
Mapa de las Montañas Rocosas en el oeste de América del Norte.

Los Estados Montañosos (también conocidos como el Oeste Montañoso y el Oeste Interior) forman una de las nueve divisiones geográficas de los Estados Unidos reconocidas oficialmente por la Oficina del Censo de los Estados Unidos. Es una subregion del Oeste de los Estados Unidos. Los Estados Montañosos se suelen dividir a su vez en otras dos regiones conocidas como el Noroeste y el Suroeste. Idaho, Wyoming y Montana están considerados parte del Noroeste, mientras Arizona, Colorado, Nevada, Nuevo México, y Utah están considerados parte del Suroeste.
La división consta de siete estados: Arizona, Colorado, Idaho, Montana, Nevada, Nuevo México, y Utah. Estos siete estados tienen las elevaciones medias más altas de los 50 estados de EE. UU. Junto con los Estados del Pacífico de Alaska, California, Hawái, Oregón y Washington, los Estados Montañosos constituyen la región más amplia del Oeste, que es una de las cuatro regiones que reconoce formalmente la Oficina del Censo de los Estados Unidos (el Nordeste, el Sur, y el Medio Oeste son las otras tres). La palabra "Montañosos" hace referencia a las Montañas Rocosas, las cuales cruzan de norte a sur porciones de los estados de Montana, Idaho, Colorado, Utah, y Nuevo México. Arizona y Nevada, así como otras partes de Utah y Nuevo México, tiene otras cordilleras más pequeñas y montañas esparcidas por ellos. A veces el área Trans-Pecos del oeste de Texas también se considera parte de la región.
El tiempo de la montaña se aplica en casi toda la división, excepto en Nevada (donde solo se aplica en la ciudad fronteriza de West Wendover) y el Mango de Idaho. Con la excepción de West Wendover y Jackpot, Nevada, el estado entero de Nevada junto con el Mango de Idaho se rige por el Tiempo del Pacífico. El horario de verano no es aplicado en Arizona, excepto zonas dentro de la Nación Navajo (esquina nordeste del estado) que si lo aplican debido a que la Nación atraviesa líneas estatales. Por esta razón, la mayoría de Arizona tiene una hora menos que el resto de la zona del Tiempo de Montaña desde el segundo domingo de marzo hasta el primer domingo de noviembre.
Phoenix es el área metropolitana más grande de los Estados Montañosos, seguidos de Denver, Las Vegas, y Salt Lake City.

## Geografía regional
El Oeste Montañoso es una de las regiones más extensas y diversas de los Estados Unidos. La mayoría de definiciones regionales del Oeste Montañoso la delimitan como el área comprendida desde las Llanuras Altas hasta la Sierra Nevada y la Cordillera de las Cascadas. La porción del sur (Arizona y Nuevo México) se suele denominar región Suroeste, mientras que la porción del norte (Idaho y Montana) suele incluirse en los estados del Noroeste o llamarse Rocosas del Norte. El área conjunta de los ocho estados es de 855,767 millas cuadradas (2,216,426 kilómetros cuadrados).

## Terreno

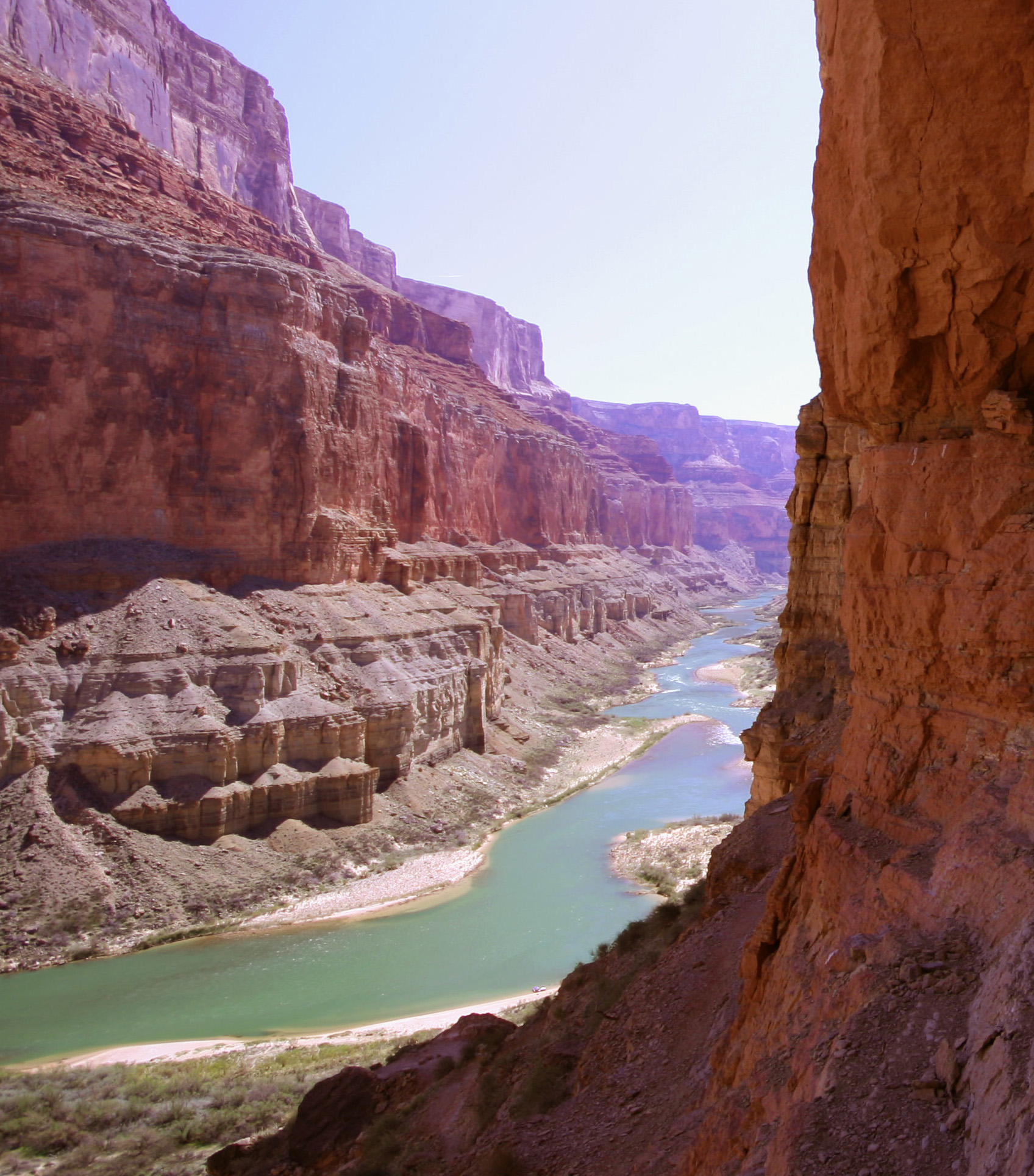
El fondo del Gran Cañón del Río Colorado en Arizona

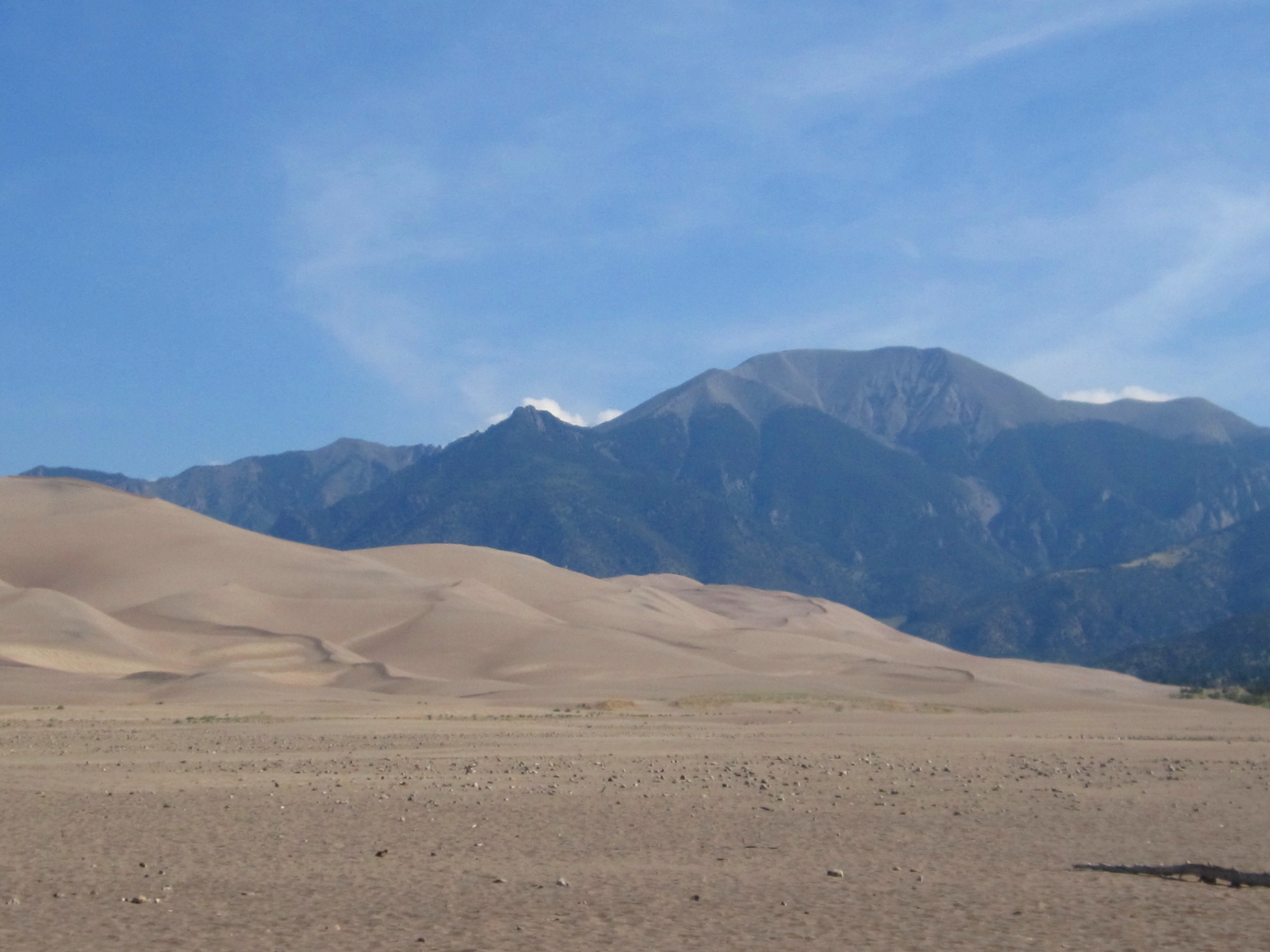
Dunas de Arena grande parque nacional en Colorado

El terreno del Oeste de Montaña es más diverso que cualquiera otra región en los Estados Unidos. Su geografía física abarca desde algunas de las cumbres más altas de los Estados Unidos continentales, a grandes desiertos, y llanuras onduladas en la porción oriental de la región. El Oeste Montañoso contiene todos los desiertos importantes de América del Norte. El desierto de la Gran Cuenca cubre casi toda Nevada, Utah occidental e Idaho del sur. Partes del desierto de Mojave están en California, pero más de la mitad del desierto se encuentra en el sur de Nevada. El desierto de Sonora está localizado en gran parte de Arizona, y el desierto de Chihuahua está localizado en la mayoría del suroeste y sur de Nuevo México, incluyendo Arenas Blancas y Jornada del Muerto. Colorado también ha tierras de desierto esparcidas en el sur y el noroeste del estado, incluyendo el creciente Valle de San Luis.
Colorado, Nuevo México, Utah, y Arizona tiene otras áreas desérticas más pequeñas, parte de la Meseta de Colorado. El Desierto Pintado está localizado en el norte y noreste de Arizona, y el desierto de San Rafael está localizado en Utah oriental. Nuevo México tiene otras tierras de desierto localizaron en el del norte y noroeste. Colorado tiene amplias tierras de desierto en la meseta del Colorado en el noroeste, oeste y sur del estado. Estas tierras de desierto en Colorado están localizadas cerca de áreas como Royal Gorge, Parque nacional Grandes Dunas de Arena, Pueblo, Valle de San Luis, Cortez, Dove Creek, Delta, Monumento nacional Cañones de los Antiguos, la meseta Roan, Monumento nacional Dinosaurio, Monumento nacional de Colorado, y la Gran Mesa. El Valle de San Luis es el desierto de valle alto más grande del mundo.[cita requerida]
En las partes más al este del Oeste Montañoso se encuentran las Llanuras Altas, una porción de las Grandes Llanuras. Estas llanuras constan principalmente de tierras planas, con buttes, cañones y bosques esparcidos por el área. Las Llanuras Altas reciben muy poca precipitación y están a gran altura, entre 3,000 y 6,000 pies (910 a 1,830 m). Muchas personas ven las Llanuras Altas como el inicio del Oeste Montañoso.
El Oeste Montañoso tiene algunos de las cumbres de montaña más altas de América. Algunos de las montañas más famosas del Oeste Montañoso son Monte Elbert, Pico Pikes, Pico Blanca, Pico Longs, Pico King, Pico Wind River, Pico Nube, Pico Wheeler, Pico Truchas, Pico Granito, Pico Borah Cumbre, y Pico Humphreys.

## Clima

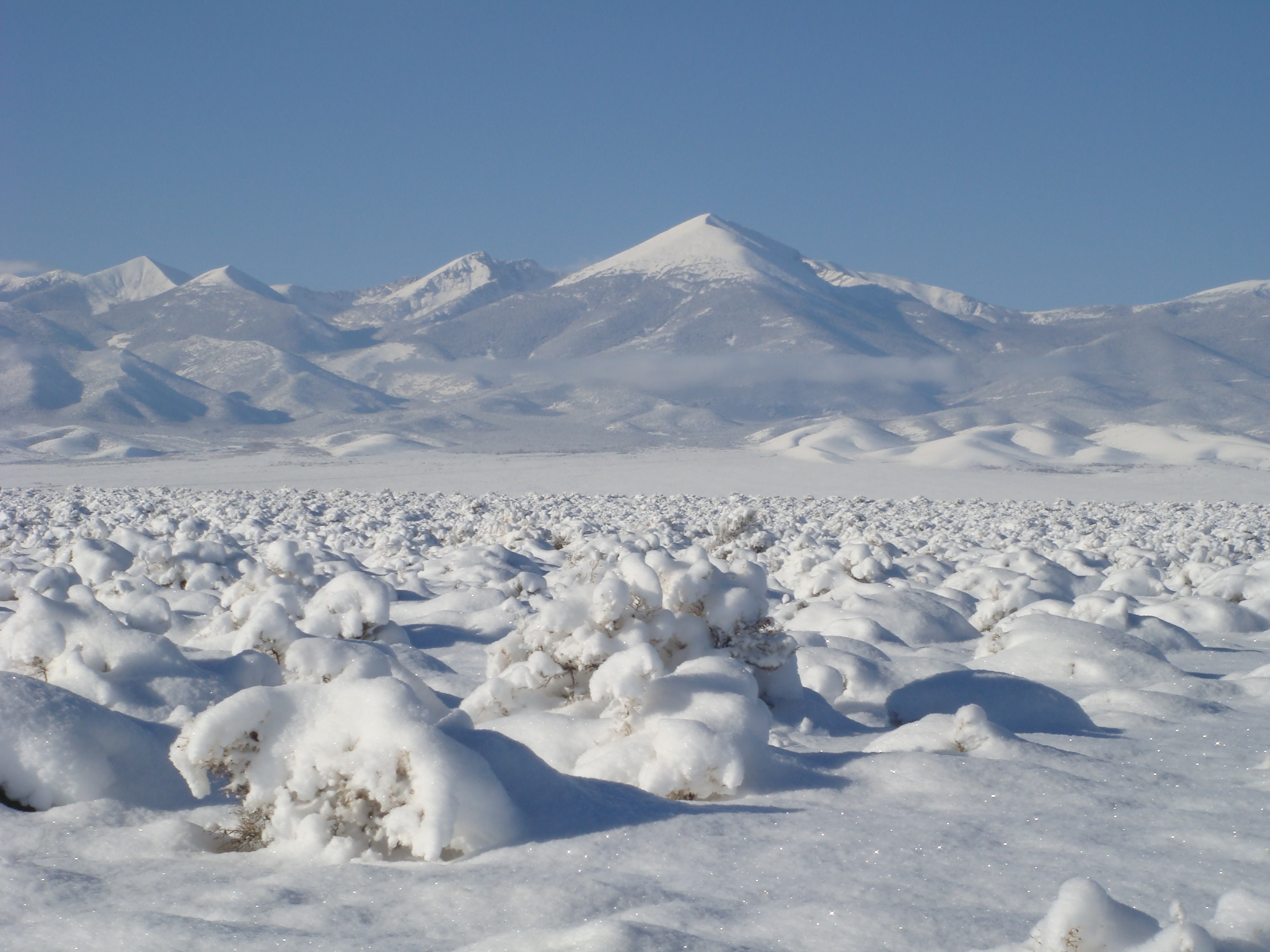
Nieve en el Desierto de la Gran Cuenca de Nevada

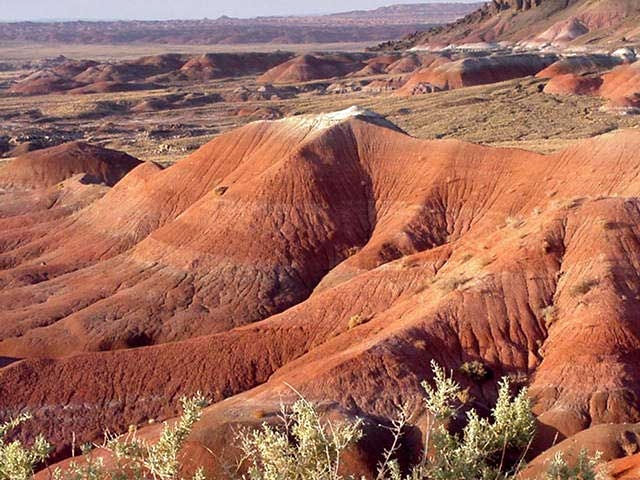
El Desierto Pintado en el noreste de Arizona

El clima del Oeste de Montaña es uno de los climas más diversos en los Estados Unidos. La región entera generalmente presenta un clima de semiárido a árido, con algunos climas alpinos en las montañas de cada estado. Algunas partes de las montañas altas pueden recibir cantidades muy altas de nieve y lluvia, mientras otras partes de la región reciben muy poca lluvia y virtualmente nada de nieve. Las Llanuras Altas en la porción oriental de la región recibe nevadas moderadas, pero muy poca lluvia.
Los estados de Nevada y Arizona se comprenden en su mayoría de tierras desérticas y cordilleras esparcidas. Gran parte de Nevada recibe poca o ninguna nieve en la porción del sur del estado, mientras que Nevada del norte puede recibir cantidades grandes de nieve en y alrededor de las montañas, e incluso en las tierras de desierto. Arizona generalmente recibe poca lluvia o nieve, pero en elevaciones altas y las montañas cercanas recibe cantidades extremadamente altas de lluvia y nieve. Arizona del norte y nororiental muestra características de "Desierto Alto", donde los veranos son muy calientes y secos, mientras los inviernos pueden ser muy fríos y puede nevar también.
Utah se compone también de grandes tierras de desierto con montañas. Aun así, las tierras de desierto de Utah reciben nevadas significativas, y hay hay altos niveles de nieve en y alrededor de las montañas. Colorado y Nuevo México tienen climas muy similares. Ambos estados pueden recibir nevadas significativas proveniente de las montañas, mientras que las montañas de ambos estados reciben cantidades extremadamente altas de nieve. Aun así, el sur y suroeste de Nuevo México generalmente no recibe nada de nieve, como sucede en el sur de Nevada y el sur de Arizona. Los desiertos del noreste de Arizona, este de Utah, norte de Nuevo México, y sur y oeste de Colorado se conocen generalmente como tierras de "Desierto Alto".
La parte norte del Oeste Montañoso tiende a ser un poco más fresca que las áreas del suroeste. Idaho y Montana reciben nevadas significativas desde las montañas y nevadas muy grandes en las montañas. El Desierto Alto también existe en el norte del Oeste Montañoso. El sureste de Oregón y el sur de Idaho albergan partes del Desierto de la Gran Cuenca, el cual es parte del desierto alto.

## Estados

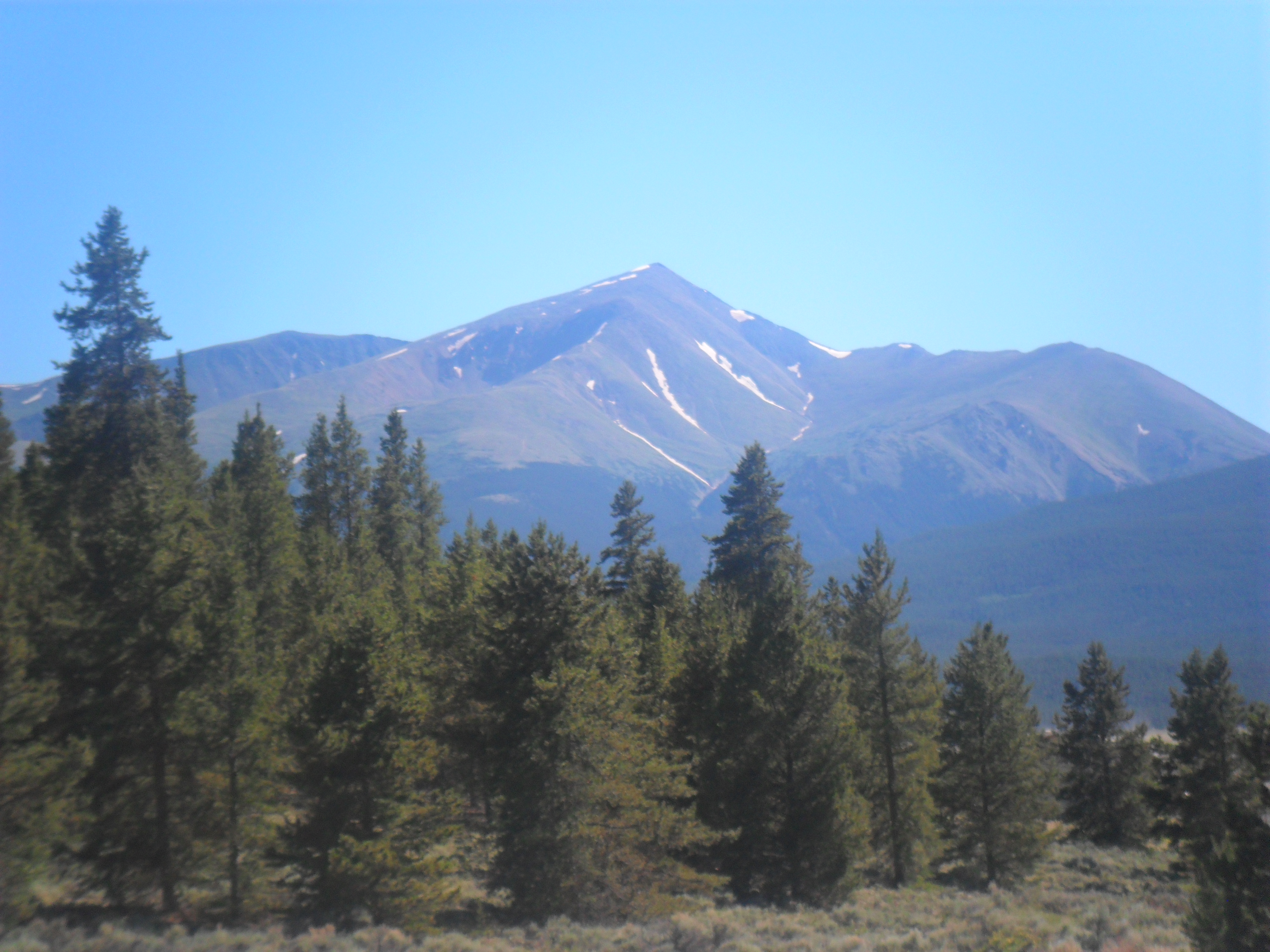
El Monte Elbert en la Cordillera Sawatch de Colorado es la cumbre más alta de las Montañas Rocosas y los Estados Montañosos.

| Puesto          | Estado          | Punto más alto  | Elevación más alta | Punto más bajo                                  | Elevación más baja | Elevación media   | Rango de elevación |
| --------------- | --------------- | --------------- | ------------------ | ----------------------------------------------- | ------------------ | ----------------- | ------------------ |
| 1               | Colorado        | Monte Elbert    | 14,440 pies 4401 m | Río Arikaree en la frontera con Kansas          | 3,317 pies 1011 m  | 6,800 pies 2073 m | 11,123 pies 3390 m |
| 2               | Utah            | Pico KingsS     | 13,518 pies 4120 m | Beaver Dam Wash en la frontera con Arizona      | 2,180 pies 664 m   | 6,100 pies 1859 m | 11,338 pies 3456 m |
| 3               | Nuevo México    | Pico WheelerS   | 13,167 pies 4013 m | Embalse red Bluff en la frontera con Texas      | 2,842 pies 866 m   | 5,700 pies 1737 m | 10,325 pies 3147 m |
| 4               | Nevada          | Pico BoundaryS  | 13,147 pies 4007 m | Río Colorado en la frontera con California      | 479 pies 146 m     | 5,500 pies 1676 m | 12,668 pies 3861 m |
| 5               | Idaho           | Pico BorahS     | 12,668 pies 3861 m | Río Snake en la frontera con Washington         | 710 pies 216 m     | 5,000 pies 1524 m | 11,958 pies 3645 m |
| 6               | Arizona         | Pico HumphreysS | 12,637 pies 3852 m | Río Colorado en la frontera con Sonora          | 70 pies 21 m       | 4,100 pies 1250 m | 12,567 pies 3830 m |
| 7               | Montana         | Pico Granito    | 12,807 pies 3904 m | Río Kootenai en la frontera con Idaho           | 1,800 pies 549 m   | 3,400 pies 1036 m | 11,007 pies 3355 m |
| Mountain States | Mountain States | Monte Elbert    | 14,440 pies 4401 m | Río Colorado en la frontera con Sonora frontera | 70 pies 21 m       | 5,400 pies 1646 m | 14,370 pies 4380 m |

## Ciudades

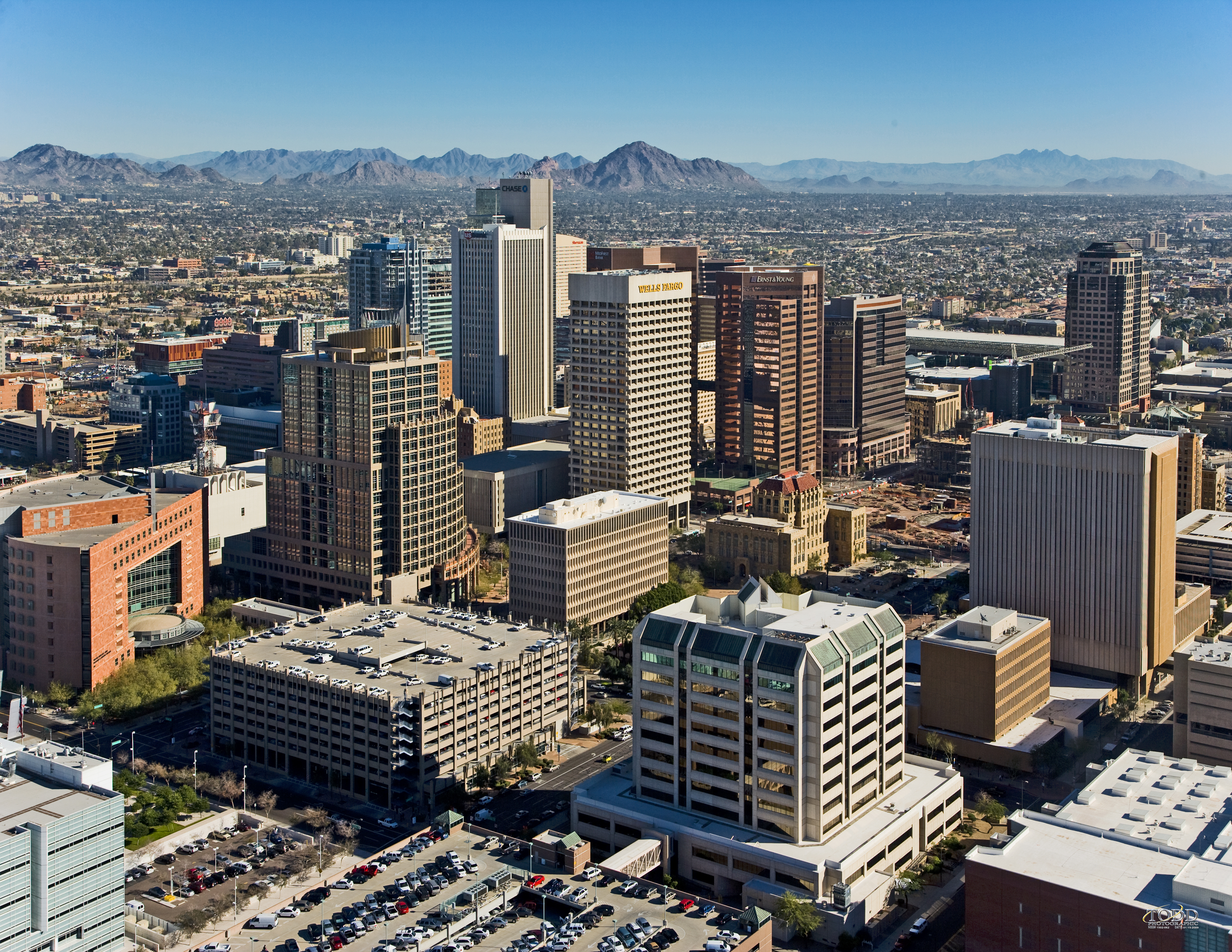
Centro de Phoenix

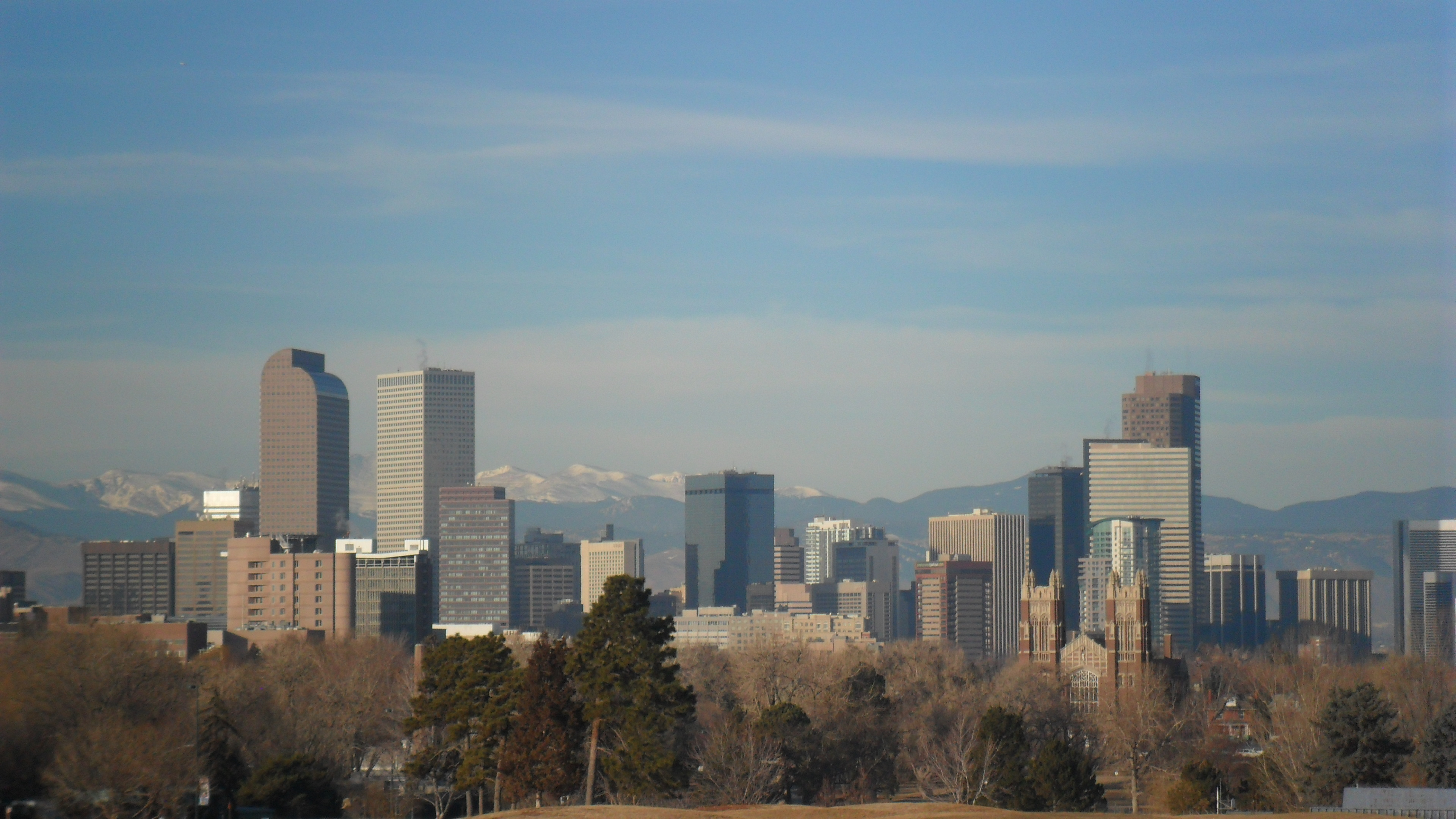
Centro de Denver

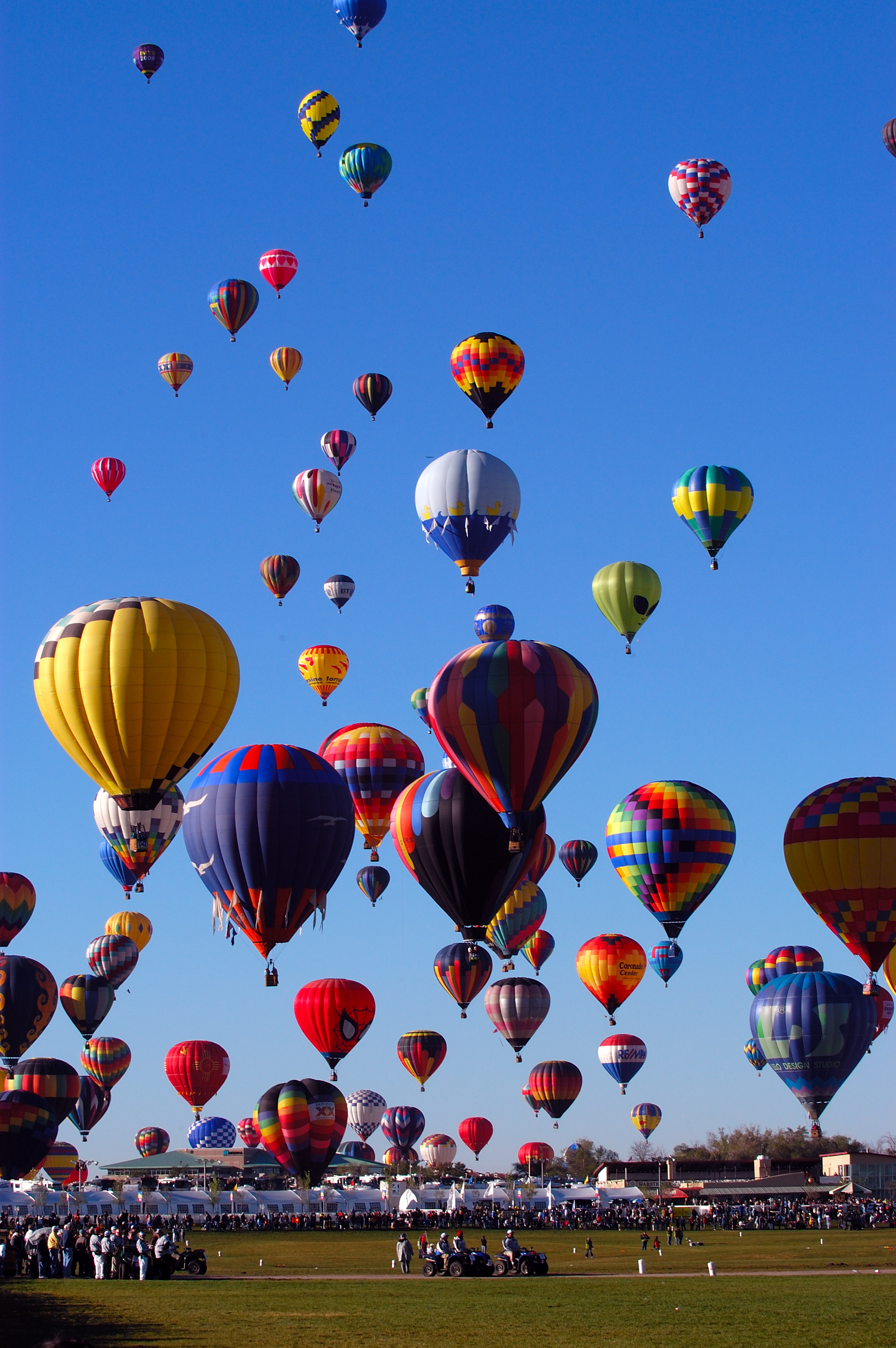
El Festival Internacional de Globos de Albuquerque

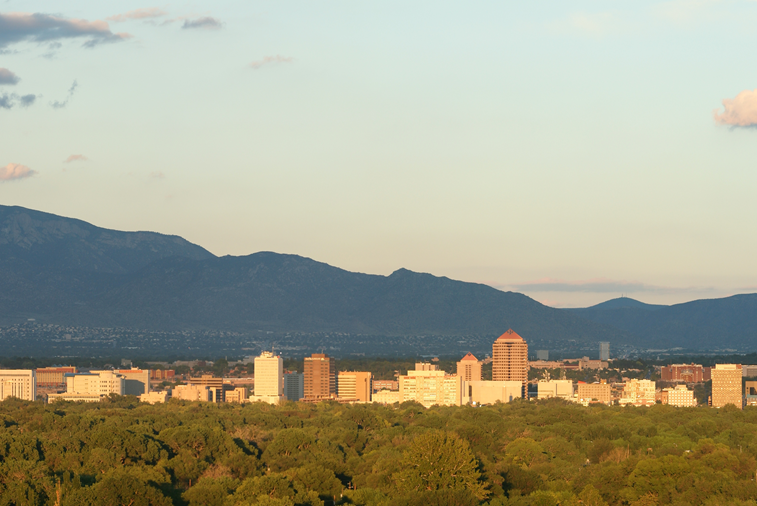
Skyline de Alburquerque con la Sierra de Sandía al fondo

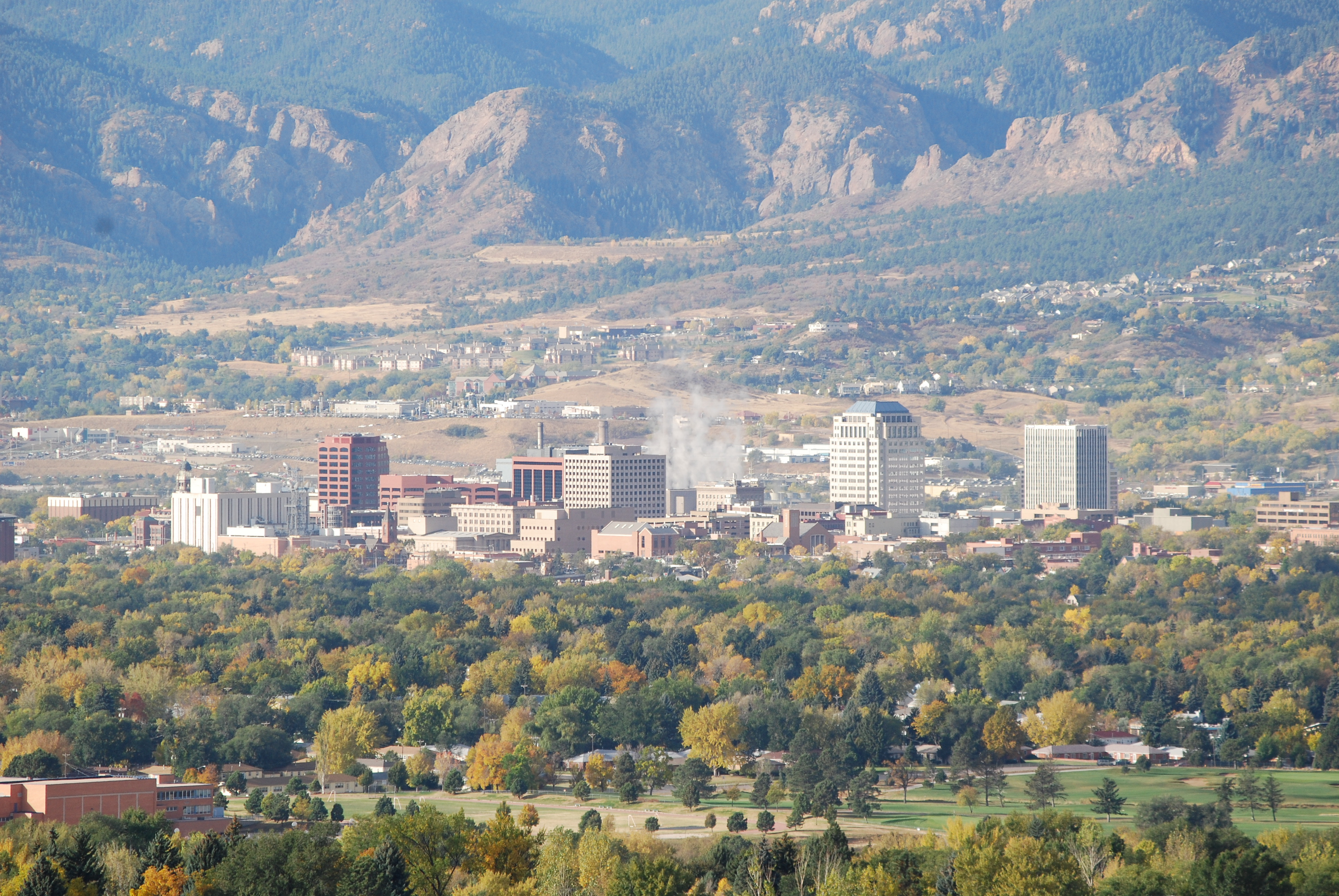
El skyline de Colorado Springs con la Cordillera Front al fondo

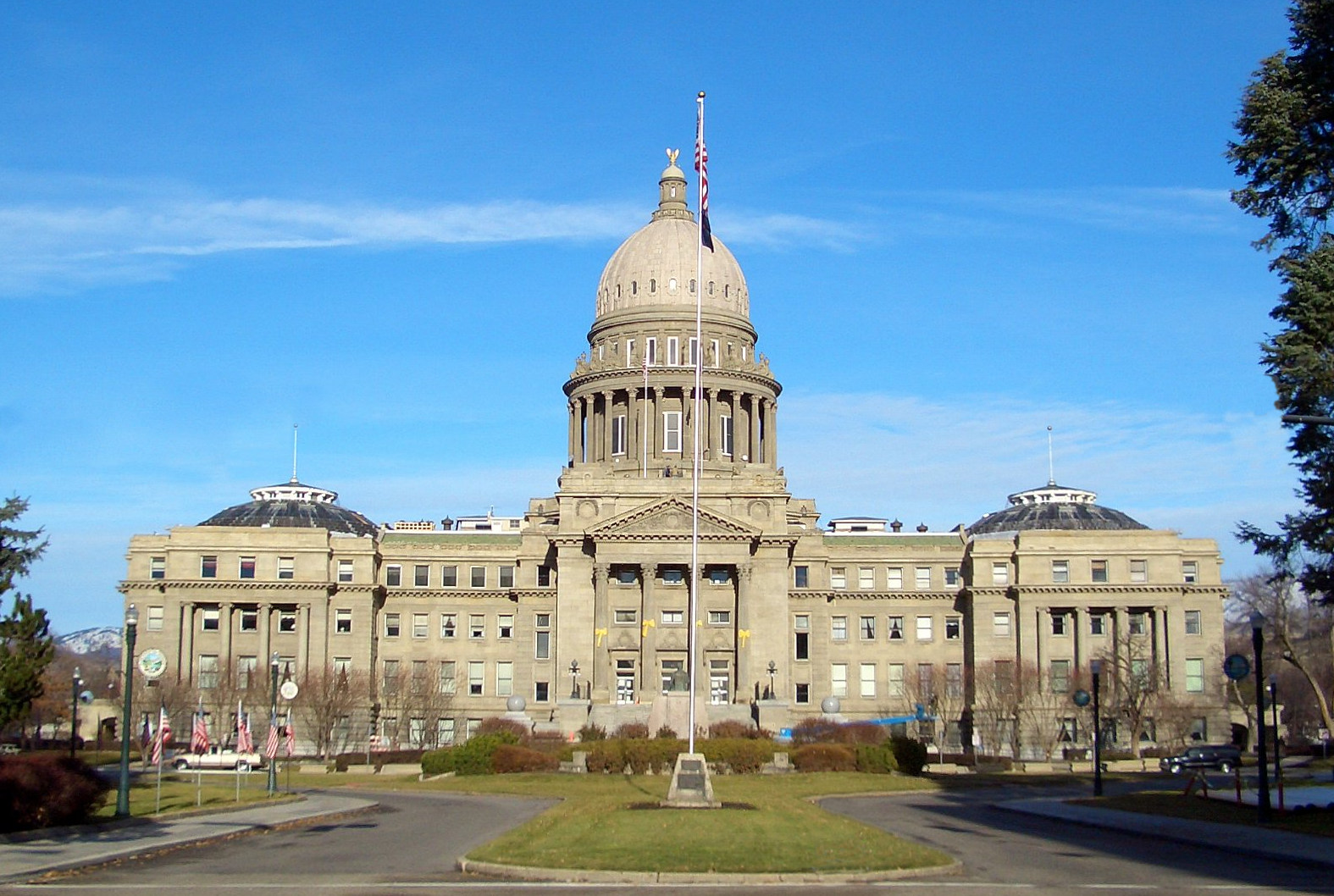
El Capitolio Estatal de Idaho en Boise

| Puesto | Municipio        | Estado       | Pob. 2014 | Pob. 2010 | Cambio  |
| ------ | ---------------- | ------------ | --------- | --------- | ------- |
| 1      | Phoenix          | Arizona      | 1,537,058 | 1,445,632 | +6.32%  |
| 2      | Denver           | Colorado     | 663,862   | 600,158   | +10.61% |
| 3      | Las Vegas        | Nevada       | 613,599   | 583,756   | +5.11%  |
| 4      | Albuquerque      | Nuevo México | 557,169   | 545,852   | +2.07%  |
| 5      | Tucson           | Arizona      | 527,972   | 520,116   | +1.51%  |
| 6      | Mesa             | Arizona      | 464,704   | 439,041   | +5.85%  |
| 7      | Colorado Springs | Colorado     | 445,830   | 416,427   | +7.06%  |
| 8      | Aurora           | Colorado     | 353,108   | 325,078   | +8.62%  |
| 9      | Henderson        | Nevada       | 277,440   | 257,729   | +7.65%  |
| 10     | Chandler         | Arizona      | 254,276   | 236,123   | +7.69%  |
| 11     | Gilbert          | Arizona      | 239,277   | 208,453   | +14.79% |
| 12     | Glendale         | Arizona      | 237,517   | 226,721   | +4.76%  |
| 13     | Reno             | Nevada       | 236,995   | 225,221   | +5.23%  |
| 14     | North Las Vegas  | Nevada       | 230,788   | 216,961   | +6.37%  |
| 15     | Scottsdale       | Arizona      | 230,512   | 217,385   | +6.04%  |
| 16     | Boise            | Idaho        | 216,282   | 205,671   | +5.16%  |
| 17     | Salt Lake City   | Utah         | 190,884   | 186,440   | +2.38%  |
| 18     | Tempe            | Arizona      | 172,816   | 161,719   | +6.86%  |
| 19     | Peoria           | Arizona      | 166,934   | 154,065   | +8.35%  |
| 20     | Fort Collins     | Colorado     | 156,480   | 143,986   | +8.68%  |
| 21     | Lakewood         | Colorado     | 149,643   | 142,980   | +4.66%  |
| 22     | West Valley City | Utah         | 134,495   | 129,480   | +3.87%  |
| 23     | Thornton         | Colorado     | 130,307   | 118,772   | +9.71%  |
| 24     | Surprise         | Arizona      | 126,275   | 117,517   | +7.45%  |
| 25     | Provo            | Utah         | 114,801   | 112,488   | +2.06%  |
| 26     | Arvada           | Colorado     | 113,574   | 106,433   | +6.71%  |
| 27     | Westminster      | Colorado     | 112,090   | 106,114   | +5.63%  |
| 28     | West Jordan      | Utah         | 110,920   | 103,712   | +6.95%  |
| 29     | Billings         | Montana      | 108,869   | 104,170   | +4.51%  |
| 30     | Pueblo           | Colorado     | 108,423   | 106,595   | +1.71%  |

## Relacionados
- Huso horario de montaña
- Montañas pedregosas
  - Cumbres de montaña de las Montañas Pedregosas
- Estados Unidos
  - Lista de Áreas Estadísticas Combinadas
  - La lista de Núcleo Basó Áreas Estadísticas
    - Lista de Áreas Estadísticas Metropolitanas
    - Lista de Micropolitan Áreas Estadísticas

  - Estado de EE. UU.
  - Estados Unidos occidentales
    - Gama de frente Pasillo Urbano
    - Intermountain Del oeste
    - Northwestern Estados Unidos
      - Pacific Noroeste

    - Southwestern Estados Unidos
      - Pacific Suroeste

    - Wasatch Frente